# روي موريرا
روي موريرا (بالبرتغالية: Rui Moreira‏) هو سياسي برتغالي، ولد في 8 أغسطس 1956 في بورتو في البرتغال. نشط حزبياً في الحزب الديمقراطي الاجتماعي (البرتغال).